# Kvantum-színdinamika
A kvantum-színdinamika az erős kölcsönhatás, azaz a hadronok (proton, neutron, mezonok) közötti alapvető vonzóerő kvantumelmélete. Ez a vonzóerő tartja össze az atommagot. Ez például annak okozója, hogy bár a protonok azonos elektromos töltésük révén taszítják egymást, azok az atommagban együtt maradnak, mert az erős kölcsönhatás rövid távolságokban a kvantum-elektrodinamikából ismert elektrosztatikus taszítóerőt sokkal túlszárnyalja. Az erős kölcsönhatás vonzóereje a többi alapvető kölcsönhatással ellentétben a hatótávolsággal növekszik, mintha csak a részecskéket egy gumiszalag kötné össze. A gumiszalag analógiáját használva a részecskefizikában az összekötő erőt a gluonok képviselik. A kvantum-színdinamika (angolul quantum chromodynamics, QCD) egy kvantumtérelmélet, nevezetesen egy SU(3) szimmetriacsoportból való nemkommutatív mértéktérelmélet, ami a részecskefizika standard modelljének igen fontos alkotórésze. Számos kísérleti eredmény alátámasztja érvényességét. 
A kvantum-színdinamikát a kvantum-elektrodinamika sikere inspirálta, de ebben az elméletben háromféle töltés, úgynevezett színtöltés létezik. A vörös, zöld és kék színtöltések azonban, amelyekre az elmélet elnevezése hivatkozik, csupán elnevezésükben függenek össze a látható színekkel.

## Története

### A magerők felfedezése
Az erős kölcsönhatás elmélete akkor keletkezett, amikor kiderült, hogy Ernest Rutherford atommagját nem protonok és elektronok, hanem protonok és a James Chadwick által 1932-ben felfedezett neutronok építik fel. 1933-ban Werner Heisenberg ennek alapján megalkotta az atommag modelljét, bevezetve az izotópok fogalmát. Wigner Jenő 1933-ban felismerte, hogy a protonok és neutronok között ható magerők rövid hatótávolságúak – ellentétben az elektromos és gravitációs erővel – 1937-ben pedig azt, hogy az elektromos töltéstől függetlenek, bevezetve az izospin fogalmát. 1935-ben Jukava Hideki kidolgozta a magerők mezonelméletét, amiben az elektromos potenciál analógiájára bevezette az annál gyorsabban, exponenciálisan lecsengő Jukava-potenciált, hogy a magerők rövid hatótávolságát magyarázni tudja. Az elmélet később nem bizonyult pontosnak és máig sem sikerült az erős kölcsönhatás kötött állapotait egy potenciállal következetesen leírni. Erre csak közelítő magmodellek léteznek. 1949-ben Wigner Jenő felfedezte a bariontöltés megmaradását.

### A magerők térelmélete
1953-ban Murray Gell-Mann és Kazuhiko Nishijima egymástól függetlenül kimondták a ritkaság megmaradását, hogy megmagyarázzák bizonyos hadronok viszonylagosan ritka keletkezését a részecskefizikai folyamatokban. 1954-ben Jang Csen-ning és Robert Mills megalkották az első nemkommutatív mértéktérelméletet (Yang–Mills elmélet) az izospinre lokális invarianciát megkövetelve. A hadronokat elkezdték tapasztalati úton a hasonló tömegük szerint az izospinjükben és ritkaságukban különböző csoportokba rendezni. 1955-ben Gell-Mann és Nishijima felállították tapasztalati összefüggésüket a hadronok barionszáma, ritkasága, harmadik izospinkomponense és elektromos töltése között. Majd 1961-ben Gell-Mann és Júvál Neemán egymástól függetlenül javasolták az SU(3) ízszimmetriát a hadronok csoportosulásainak (multiplettjeinek) leírására. Eleinte a már felfedezett hadronokból próbálták meg felépíteni a többit, végül 1964-ben egymástól függetlenül Gell-Mann és George Zweig javasolták a kvarkokat mint a hadronok alapvető építőköveit.
A Δ++ barion létezése okozott ezután fejtörést, hiszen benne három azonos u kvark van, s a hullámfüggvénye az ismert kvantumszámok alapján teljesen szimmetrikusnak adódott, pedig fermionok esetén (mint a kvarkok) teljesen antiszimmetrikusnak kellett volna lennie. A megoldást 1965-ben a Moo-Young Han, Yoichiro Nambu és Oscar W. Greenberg által javasolt újabb SU(3) kvantumszám, a későbbi nevén szín jelentette. Az e szerinti állapot antiszimmetrikus és így a teljes hullámfüggvény is az. Han és Nambu megjegyezték, hogy a kvarkok egy mértékbozon oktett, a gluonok révén hatnak kölcsön egymással. 
A szabad kvarkok kimutatására tett erőfeszítések következetesen csődöt mondtak, ezért felmerült a gondolat, hogy a kvarkok csak hipotetikus részecskék, nem valódiak. A kvarkelmélettel párhuzamosan Feynman arra a következtetésre jutott, hogy a nagy energiájú kísérletek a hadronok összetevőinek jelenlétét mutatták, amiket ő partonoknak nevezett. James Bjorken javasolta, hogy elektron-proton szórással a Rutherford-kísérlethez hasonlóan kimutatható a kvarkok, ill. partonok léte a proton belsejében, ami 1969-ben a SLAC-ben (Stanford Linear Accelerator Center) fényesen sikerült is. A kvarkok tehát léteznek, valamilyen okból viszont nem tudnak kiszabadulni a hadronok belsejéből, amit kvarkbezárásnak nevezünk. 1973-ban David Jonathan Gross, Hugh David Politzer és Frank Wilczek kimutatták, hogy az erős kölcsönhatás aszimptotikusan szabad kölcsönhatás, ami után széles körben elfogadottá vált, hogy a kvantum-színdinamika az erős kölcsönhatás mértékelmélete (M. Gell-Mann, H. Fritsch, H. Leutwyler 1973). 1979-ben sikerült kimutatni háromdzset-események észlelésével a gluonokat (PETRA, DESY Hamburg). Az aszimptotikus szabadság révén a QCD megjósolja nagy energián a kvark-gluon plazma kialakulását, amit 2005-ben sikerült kimutatni (RHIC,(Relativisztikus nehézion-ütköztető) BNL).

## A kvantum-színdinamika főbb tulajdonságai
- kvarkbezárás: a kvarkok közötti színkölcsönhatás a távolság növelésével nem csökken, ezért végtelen sok energia lenne szükséges két kvarkot eltávolítani egymástól, „a kvarkok a hadronok börtönébe vannak zárva”. Az elmélet eme a tulajdonságát analitikusan még nem sikerült bebizonyítani, de a rács-kvantumszíndinamika erre utal. A kvarkbezárás megmagyarázza azt is, hogy miért nem találhatunk szabad kvarkot a természetben, azaz miért „színtelenek” a hadronok. A kvarkbezárásra jelenleg csak fenomenologikus modellek vannak, mert a  kvantum-színdinamika egyenleteit alacsony energiákon nem lehet megoldani.

- aszimptotikusan szabad: nagyon nagy energiájú kölcsönhatásokban a kvarkok és (az erős kölcsönhatást közvetítő) gluonok gyengén csatoltak, azaz csak gyengén hatnak kölcsön egymással. Ebből következik, hogy a QCD egyenletei megjósolják a kvark-gluon plazma létezését. Ennek kísérleti és elméleti kutatása, bár előrehaladott, de korántsem teljes.

### Szimmetriák
Ha egy részecske spinjének vetülete pozitív a mozgásirányra, akkor az a részecske „balkezes”, egyébként „jobbkezes”.
- Az erős kölcsönhatás „királis szimmetriája” a kvarkokra, vagyis hogy a jobb- és balkezes részecskéken végzett transzformációk egymástól teljesen függetlenek, csak közelítő, mert a különböző kvarkok különböző tömegűek.

- Az erős kölcsönhatás „vektorszimmetriája” a kvarkokra, vagyis amikor a jobb- és balkezes részecskéken végzett transzformációk ugyanolyanok, viszont egzakt szimmetria, ez a barionszám megmaradását jelenti.

- Az ún. „axiális szimmetria”, vagyis amikor a jobb- és balkezes részecskéken végzett transzformációk ellentétes irányúak, sérül a kvantumtérelméletben (a klasszikus szintérelméletben nem!), ezt a gluonok „nemlineáris-hullámkonfigurációi” (instantonok) okozzák.

- Az erős kölcsönhatás (ellentétben az elektrogyenge kölcsönhatással) szimmetrikus a paritásra (térbeli tükrözés).

- A három legnehezebb kvarkot (c,b,t) az alacsonyabb energiájú tartományban figyelmen kívül lehet hagyni, és ekkor közelítőleg érvényes a szintén SU(3)-mal leírható „ízszimmetria” (Azért csak közelítőleg, mert az u,d,s kvarkok tömege is eltérő egymástól.) Ez egy globális szimmetria és nem keverendő az SU(3) (egzakt és lokális) mértékszimmetriával

### Az elméletben szereplő kvantummezőkről
A „forrásrészecskék”, a kvarkok tömeggel rendelkező, feles spinű (tehát fermion) részecskék, amelyek színtöltöttek. Relativisztikus mozgásegyenletük Dirac-egyenlet, hasonlóan az elektronokéhoz a kvantum-elektrodinamikában. A kvarkok elektromágneses töltést is hordoznak, így az elektrogyenge kölcsönhatásban is részt vesznek. Vannak globális (nem a mértéktranszformációhoz tartozó lokális szimmetriából eredő) kvantumszámaik is, mint a barionszám, az íztöltés és a hipertöltés.
A közvetítőrészecskék, a  gluonok 1 spinű (vagyis bozon) részecskék, amelyek szintén színtöltöttek. de elektromágneses töltésük nincs, ezért nem  vesznek részt az elektrogyenge kölcsönhatásban és íztöltésük sincs. 
Minden kvarknak és gluonnak van antirészecske párja, amelyek ellentétesen töltöttek.

### A Lagrange-függvény
A kvantum-színdinamika Lagrange-függvénye – amely teljesen definiálja az elméletet – hasonló (a szín-, íz- és spinindexeket elhagyva) a kvantum-elektrodinamikáéhoz:
{\displaystyle L=-{\frac {1}{4}}F_{\mu \nu }F^{\mu \nu }+{\overline {\psi }}(i\gamma _{\mu }D^{\mu }-m)\psi }
ahol az F gluon-térerősségtenzor:
{\displaystyle F_{\mu \nu }=D_{\mu }G_{\nu }-D_{\nu }G_{\mu }\,}
ψ a kvarkmező és D a {\displaystyle (SU(3)} lokális mérték szerint) az ún. „kovariáns derivált”, vagyis a SU(3) mértékcsoport alapján végzett mértéktranszformációra invariáns derivált, antihermitikus alakban a g erős csatolási állandót is kiírva:
{\displaystyle D_{\mu }=\partial _{\mu }+gG_{\mu }\,}
ahol Aμ most nem egy kommutatív szám, mint a kvantum-elektrodinamikában, hanem egy mátrixszal reprezentálható SU(3) operátor, amiért a térerősségtenzor kifejtésekor nem esnek ki azok a tagok, amik a kommutatív (abeli) esetben:
{\displaystyle F_{\mu \nu }=\partial _{\mu }G_{\nu }-\partial _{\nu }G_{\mu }+gG_{\mu }G_{\nu }-gG_{\nu }G_{\mu }\,}
A gluonrész Lagrange-függvényét ezután így írhatjuk:
{\displaystyle L_{gluon}=-{\frac {1}{4}}F_{\mu \nu }F^{\mu \nu }={\mathcal {O}}(G_{\mu }^{2})+g{\mathcal {O}}(G_{\mu }^{3})+g^{2}{\mathcal {O}}(G_{\mu }^{4})}
azaz a gluonok vektorpotenciáljában nemcsak másodrendű, hanem harmad- és negyedrendű tagok is fellépnek. A kvarkrész ugyanolyan, mint a kvantum-elektrodinamikában, ott új tagok nem lépnek fel. A Lagrange-függvény kölcsönhatási része – azaz amelyikben a terek legalább harmadik rendben szerepelnek összességükben – így írható tömören:
{\displaystyle {\mathcal {L}}_{kh}=g{\mathcal {O}}({\bar {\psi }}G_{\mu }\psi )+g{\mathcal {O}}(G_{\mu }^{3})+g^{2}{\mathcal {O}}(G_{\mu }^{4})}

### Feynman-diagramok
A fenti kölcsönhatási Lagrange-függvény most háromtagú, a kvantum-elektrodinamika alapgráfjához képest van még kettő, a gluonok önkölcsönhatását leíró három ill. négy gluonos gráf. 

### Az elmélet kifejtése
A fenti Lagrange-függvényből – a legkisebb hatás elve alapján – kapjuk a kvarkokra érvényes Dirac-típusú mozgásegyenleteket, ill. a gluonokra vonatkozó, a relativisztikus Maxwell-egyenletek {\displaystyle SU(3)} mértékcsoportra való általánosítását, amelyek – a Maxwell-egyenletekkel ellentétben – nemlineáris csatolt parciális differenciálegyenletek. (A kétféle mező a Dirac-típusú mozgásegyenletekben szereplő kovariáns derivált operátoton keresztül kapcsolódik.)  A kvantálás a megszokott módon, a (fermion) kvarkmezők keltő-eltüntető operátoraira előirt (előjelváltó) felcserélési relációk, illetve a gluonmezőkre előírt (előjeltartó) felcserélési relációk előírásával történik. Mivel az aszimptotikusan szabad („szabadhullám-megoldások”) a végtelen nagy energiákhoz tartoznak, ezért a perturbációs sorfejtés nagy energiákon működnek csak jól, ekkor kicsi csak az (effektív) csatolási állandó.

### A kvantum-színdinamika elméleti vizsgálati módszerei
- Az aszimptotikus szabadság miatt nagyon nagy energiákon igen jól használható a perturbációszámítás.

- A nempertubatív módszerek közül a rács-kvantumszíndinamika a legmegalapozottabb és legsikeresebb. E módszer esetében a kvantumtérelmélet Feynman-féle útvonalintegrál  segítségével történő megfogalmazását  használják és ezt diszkrét pontokban, nagy teljesítményű számítógépekkel számolják.

- Az ún.  „1/N kifejtés” egy közelítő módszer, aminek alapja az, hogy végtelen sok szín esetén a modell megoldásai ismertek (itt N a színek száma) és sorfejtéssel próbálják az {\displaystyle N=3} valóságos esetet közelíteni.

- Effektív elméletek használhatók néhány speciális probléma vizsgálatakor, ilyenkor a Lagrange-függvény valamilyen paraméterének sorfejtését használják. A legismertebb a „királis effektív elmélet” (a könnyűkvarkok tömegének 0 körüli sorfejtése) és a „nehézkvark effektív elmélet” (a nehézkvarkok tömegének végtelen körüli sorfejtése).